# Neriene conica
Neriene conica là một loài nhện trong họ Linyphiidae.
Loài này thuộc chi Neriene. Neriene conica được George Hazelwood Locket miêu tả năm 1968.